# Echiodon dentatus
La rubioca dentada (Echiodon dentatus) es una especie de pez marino actinopterigio.

## Morfología
La longitud máxima descrita es de 17 cm. Con el cuerpo anguiliforme y comprimido, uno o más colmillos en el premaxilar, con un parche de crestas en la parte posterior ventral de la vejiga natatoria. El diámetro del ojo pigmentado es menos del 15% de la longitud de la cabeza.

## Distribución y hábitat
Es una especie marina de comportamiento demersal, con adultos bentónicos y juveniles nadadores, que habita en un rango de profundidad entre 120 y 3.250 metros. Se distribuye por la costa este del océano Atlántico central y norte, desde el norte de España hasta el ecuador, así como por el mar Mediterráneo desde el oeste hasta Grecia.